# Hadař širokoploutvý
Hadař širokoploutvý (Caecula pterygera) je paprskoploutvá ryba z čeledi hadařovití (Ophichthidae).
Druh byl popsán roku 1794 zoologem Martinem Vahlem.

## Popis a výskyt
Maximální délka ryby je 30 cm.
Má protáhlé válcovité tělo a ostře kuželovitou hlavu. Oči velmi malé, malé ostré jednořadé zuby. Má velmi špatně vyvinuté hřbetní a řitní ploutve.
Obývá slané a brakické vody, převážně ústí řek a pobřežní oblasti v Indickém oceánu.
Je chytána a prodávána jako návnada.